# Pterostichus sequoiarum
Pterostichus sequoiarum är en skalbaggsart som beskrevs av Thomas Casey. Pterostichus sequoiarum ingår i släktet Pterostichus och familjen jordlöpare. Inga underarter finns listade i Catalogue of Life.